# 2. Badminton-Bundesliga 2010/11
Die 2. Badminton-Bundesliga 2010/11 als zweithöchste deutsche Spielklasse in der Sportart Badminton war in zwei Staffeln unterteilt (Nord und Süd), in der jeweils acht Teams gegeneinander antraten. In die 1. Bundesliga stiegen der 1. BV Mülheim und die SG Anspach auf. Der BC Viernheim zog nach der Saison sein Team aus der 2. Bundesliga Süd zurück, so dass der Tabellenletzte 1. BC Bischmisheim 2 in der Liga verbleiben konnte.

## 2. Bundesliga Nord
Abschlusstabelle
| Platz | Mannschaft                      | Spiele |
| ----- | ------------------------------- | ------ |
| 1.    | 1. BV Mülheim                   | 14     |
| 2.    | 1. BC Düren                     | 14     |
| 3.    | STC Blau-Weiß Solingen (N)      | 14     |
| 4.    | BV Wesel Rot-Weiss              | 14     |
| 5.    | BW Wittorf                      | 14     |
| 6.    | TSV Trittau                     | 14     |
| 7.    | BC Eintracht Südring Berlin (N) | 14     |
| 8.    | VfL Maschen                     | 14     |

## 2. Bundesliga Süd
Abschlusstabelle
| Platz | Mannschaft                | Spiele |
| ----- | ------------------------- | ------ |
| 1.    | SG Anspach                | 14     |
| 2.    | TSV Neubiberg-Ottobrunn   | 14     |
| 3.    | SV Fischbach 1959         | 14     |
| 4.    | BC Viernheim              | 14     |
| 5.    | TV Wehen (N)              | 14     |
| 6.    | TuS/SG Schorndorf (N)     | 14     |
| 7.    | TSV Neuhausen-Nymphenburg | 14     |
| 8.    | 1. BC Bischmisheim 2      | 14     |